# Індіанські війни
Американські індіа́нські ві́йни (англ. American Indian Wars) — використовувана у військово-історичній літературі назва серії збройних конфліктів, що відбувалися на території Північної Америки протягом XVII-XX століть в період колонізації Америки.
Війни американських індіанців, також знані як Американські прикордонні війни, війни Першої нації у Канаді (фр. Guerres des Premières Nations) та Індіанські війни — це серія війн, що велися європейськими урядами та колоністами, а пізніше урядами США та Канади, а також американськими та канадськими поселенцями проти різних племен американських індіанців та Першої нації. Ці конфлікти відбувалися в Північній Америці з часів перших колоніальних поселень у XVII столітті до початку XX століття. Індіанські війни були наслідком найрізноманітніших факторів. Під час протиборства із супротивниками європейські держави та їхні колонії залучали до ведення бойових дій союзні індіанські племена, які допомагали їм вести війну проти колоніальних поселень протилежної сторони. Після Американської революції багато конфліктів перетворилися на локальні і відбувалися в межах окремих штатів або регіонів і часто причиною були суперечки щодо використання земель; деякі конфлікти супроводжувалися масовими репресіями проти мирного населення.
Після 1780 року, в міру поступового просування поселенців на захід по Північній Америці, збройні конфлікти збільшувались у розмірах, тривалості та інтенсивності протистояння між поселенцями та різними племенами індіанців та першої нації. Кульмінація настала у війні 1812 року, коли великі індіанські коаліції на Середньому Заході та Півдні виступили єдиним фронтом проти США, але зазнали поразки. Конфлікти з поселенцями ставали набагато рідше і зазвичай вирішувались за договором, часто шляхом продажу або обміну територією між федеральним урядом та певними племенами. Закон про переселення індіанців 1830 року дозволив американському уряду забезпечити вивезення індіанців зі сходу від річки Міссісіпі до Індіанської території на захід від американських кордонів, зокрема багато було переселено до території Оклахоми.

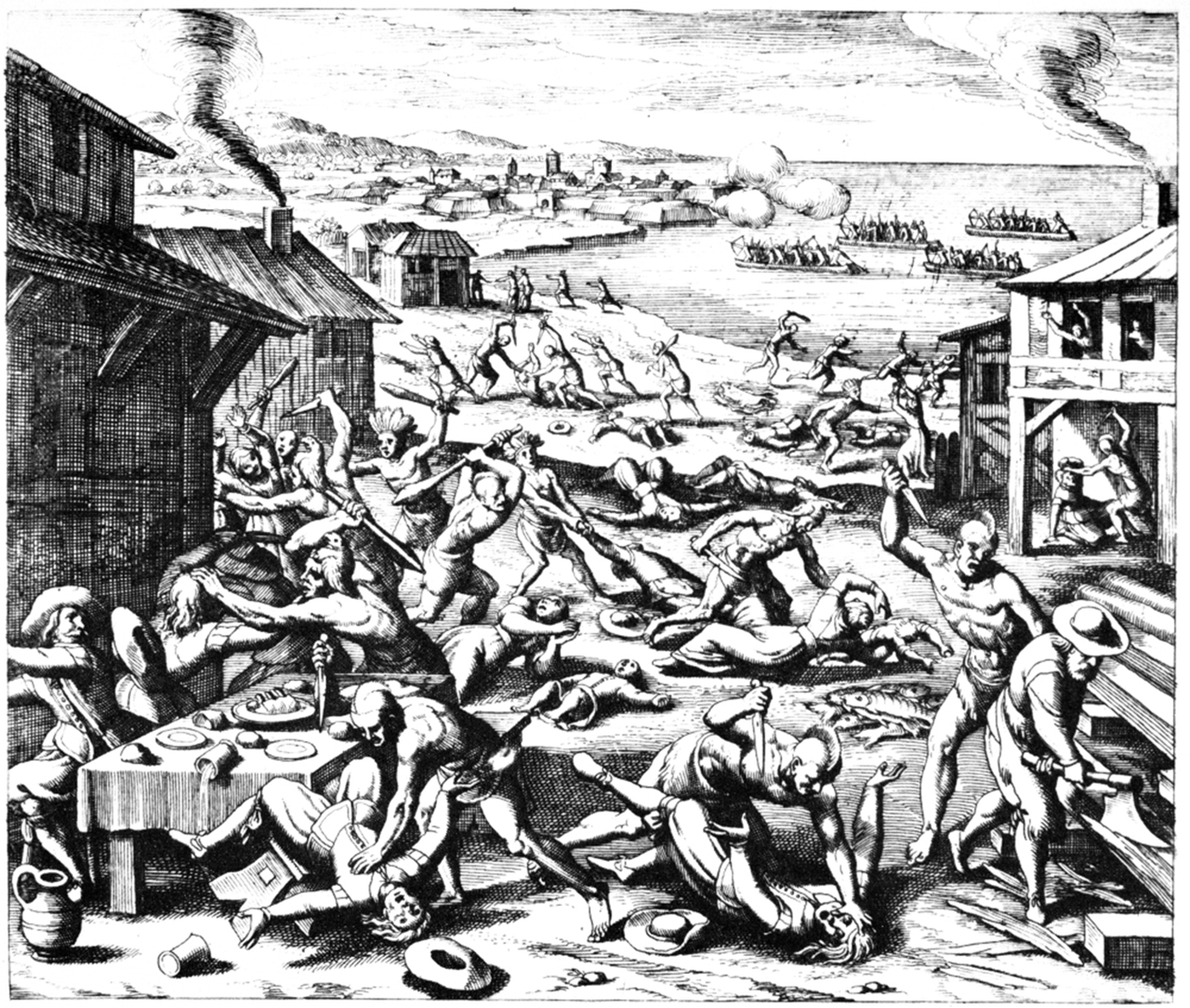
«Джеймстаунська різанина 1622 року», гравюра по дереву Маттеуса Мерена, 1628 рік

## Історія

### Колоніальний період
З початку колонізації Нового світу представниками європейських націй індіанці вкрай агресивно реагували на появу на своїх землях «білих прибульців». Однак наприкінці XVI — початку XVII століть біле населення було нечисленним і мешкало переважно в низці ізольованих поселень-фортець. Індіанці ж часто самі ініціювали напади на ці поселення-фортеці, намагаючись у такий агресивний спосіб вигнати чужинців зі своїх земель або взагалі знищити їх на своїх територіях. Під час колонізації Північної Америки, яку проводили англійські, французькі, іспанські, голландські, данські та шведські поселенці, європейцям протистояли чисельні індіанські племена, тому бойові дії велися не лише європейцями проти власно індіанців, а за їхнім сприянням індіанцями проти інших індіанських племен. Білі нападали на індіанців переважно, щоб убезпечити себе від постійних набігів, одночасно захоплюючи нові земельні території, та розширюючи свій життєвий простір. Унаслідок таких подій спалахнула безліч конфліктів, найвідоміші з яких Джеймстаунська різанина (1622), Пекотська війна (1637), боброві війни (1640—1701), англо-похатанські війни (1610—1614, 1622—1632, 1644—1646), війна Короля Філіпа (1675—1676), Війна короля Вільгельма (1688-1697), а XVIII століття ознаменувалося Тускарорською війною (1711—1715), Ямашинською війною (1715—1717), франко-індіанською війною (1754—1763), повстанням Понтіака (1763—1766) і іншими локальними битвами і конфліктівами за участю корінного населення Північної Америки.
Загалом у XVII—XVIII століттях у Північній Америці відбувалися наступні війни за участю індіанців:
- Боброві війни (1609—1701) між ірокезами та французами, які вступили в союз з алгонкінами
- Англо-похатанські війни (1610–14, 1622–32, 1644–46), включаючи різанину в Джеймстауні 1622 р., між англійськими колоністами та Конфедерацією Похатан у колонії Вірджинія
- Пекотська війна (1636–38) між племенем пекоти та колоністами із колонії Массачусетської затоки та колонії Коннектикут і союзними племенами
- Війна Кіфта (1643–45) на голландській території Нових Нідерландів (Нью-Джерсі та Нью-Йорк) між колоністами та народом Ленапе
- Війна персикового дерева (1655), масштабна атака сускеханок та союзних племен на кілька поселень Нових Нідерландів на берегах річки Гудзон
- Війна Есопів (1659–63), конфлікти між племенем есопів індіанців ленапе та колоністами у Нових Нідерландах у графстві Ольстер, Нью-Йорк
- Війна Короля Філіпа (Повстання Метакома) (1675–78) у Новій Англії між колоністами та місцевими племенами, включаючи, але не обмежуючись ними, Ніпмук, Вампаноаги та Наррагансетт
- Війна короля Вільгельма (1688-97) між Францією та Великою Британією за колонії в Північній Америці. Обидві сторони були підтримані індіанськими племенами
- Війна Тускарори (1711–15) у провінції Північна Кароліна
- Війна Ямаши (1715–17) у провінції Південна Кароліна
- Війна Даммера (1722–25) у північній Новій Англії та французькій Акадії (Нью-Брансвік та Нова Шотландія)
- Війна Понтіака (1763–66) у районі Великих озер
- Війна лорда Данмора (1774) у західній Вірджинії (Кентуккі та Західна Вірджинія).

У декількох випадках конфлікти стали віддзеркаленням протистояння європейських держав на континенті, коли індіанські племена вступали у воєнні дії, приєднуючись до однієї з ворогуючої сторін з міркувань захисту своїх власних, переважно торговельних інтересів. Різні племена воювали з кожної сторони у війні короля Вільгельма, війні королеви Анни, війні Даммера, війні короля Георга та французько-індіанській війнах, об'єднуючись з британськими або французькими колоністами, виходячи з власних міркувань.

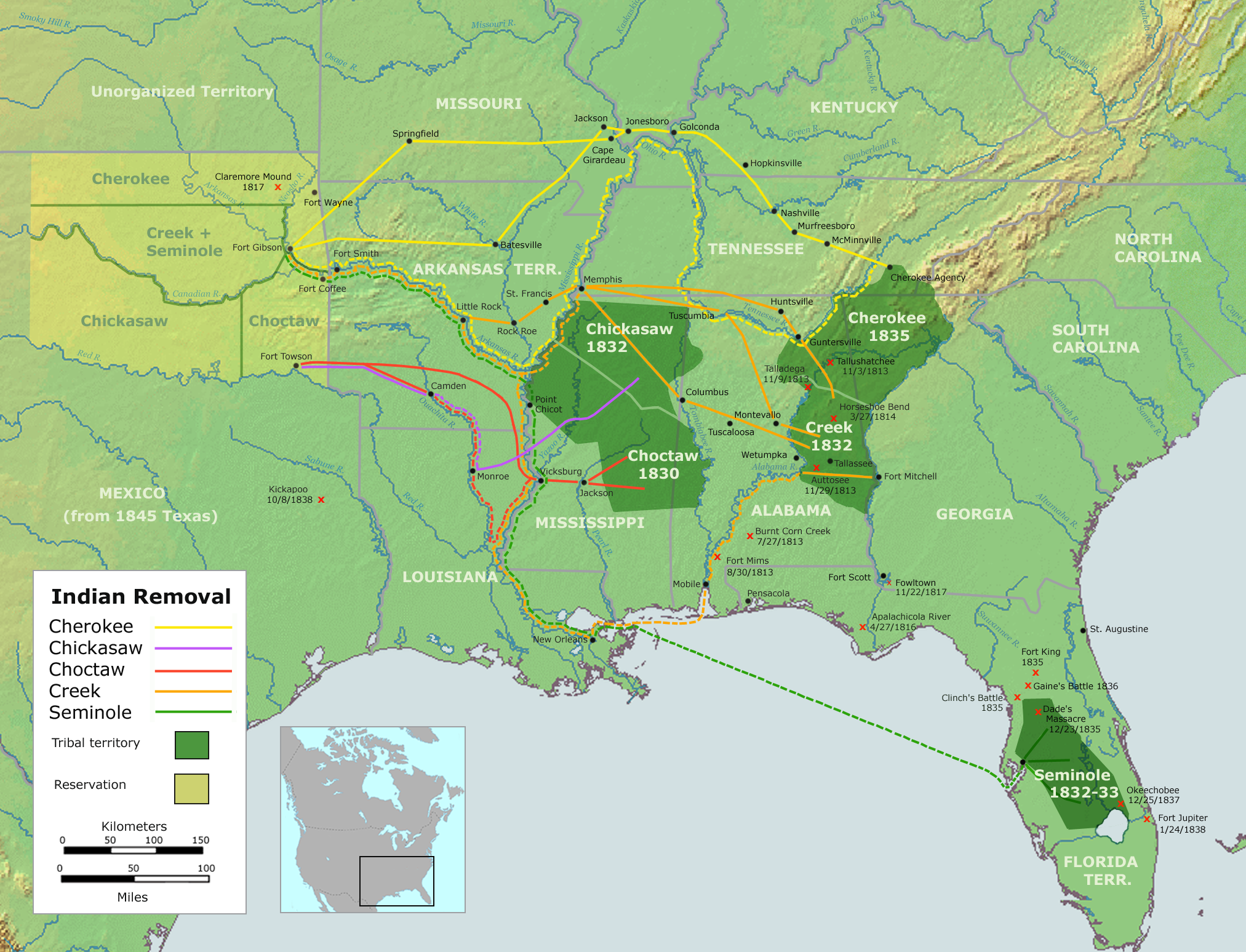
Дорога переселення П'яти цивілізованих племен

### Війни східніше Міссісіпі (1775—1842)
Після перемоги Американської революції британські торговці та урядові агенти потай почали регулярні поставки зброї індіанцям, що мешкали на території щойно створених США. Головною метою цих намагань, були сподівання, що в разі нової війни між Великою Британією та США, корінні народи битимуться на британському боці. Британці також планували створити індіанську державу в районі Огайо-Вісконсин, щоб блокувати подальшу експансію Сполучених Штатів на захід. Врешті-решт загострення стосунків між двома державами призвело до того, що США оголосили війну в 1812 році. Більшість індіанських племен підтримували англійців, особливо ті, що були в союзі з Текумсе, але вони в кінцевому підсумку зазнали поразки від генерала Вільяма Генрі Гаррісона.
Багато вцілілих індіанців з переможених племен вирушили на північ через кордони до Канади; ті, хто жив на півдні, вирушили до Флориди, тоді вона перебувала під контролем Іспанії.
На початку XIX століття федеральний уряд через наполегливий тиск поселенців у багатьох регіонах на заході країни постав під проблемою. Поселенці в ультимативній формі вимагали вигнання індіанців зі своїх районів. 1830 року на федеральному рівні був прийнятий Закон про переселення індіанців, за яким індіанцям пропонувалося або асимілюватися та відмовитися від членства в племенах, з переселенням до індіанських резервацій з обміном або компенсацією за землі або переїхати далі на захід. Цей закон спричинив неабиякий опір, багато племен чинили озброєний спротив, особливо семіноли, що призвело до серії воєн у Флориді. Вони не зазнали жодної поразки, хоча деякі семіноли таки виїхали на Індіанську територію. Сполучені Штати відмовилися від тиску на решту, що продовжувала відстоювати свої землі й жили далеко в глибині боліт та Еверглейдсі. Інші були перевезені в резервації на захід від річки Міссісіпі, найвідоміше — черокі, переселення цього народу здобуло назву «Дорога сліз».

#### Війна за незалежність США
Війна за незалежність США була, по суті, двома паралельними війнами для американських патріотів. Війна на сході була боротьбою проти британського панування, тоді як війна на заході була «індіанською війною». Нещодавно проголошені США конкурували з англійцями за контроль над територією на схід від річки Міссісіпі. Деякі індіанці стали на бік британської корони, сподіваючись таким чином експансію європейських переселенців на захід континенту та розширення життєвого простору американців. На думку одного письменника, Війна за незалежність стала «наймасштабнішою та найруйнівнішою» індіанською війною в історії Сполучених Штатів.
Деякі індіанські племена розділилися щодо того, яку сторону підтримати у війні. Наприклад, Конфедерація ірокезів, розташована у Нью-Йорку та Пенсильванії, розкололася: Онайда та Тускарора стали на бік американських патріотів, а Могавки, Сенека, Каюга та Онондага — британський. Ірокези намагалися уникнути боротьби безпосередньо один проти одного, але Революція врешті-решт призвела до бойових дій між ірокезькими племенами, і обидві сторони втратили територію після війни. Британська Корона допомагала безземельним ірокезам, виділивши їм землі під резервації у Гранд-Рівер в Онтаріо та деяких інших землях.
На південному сході Черокі розкололися на про-патріотичну та про-британську фракції, яку американці називали Чикамунга Черокі; їх очолив вождь Той, що тягне каное. Багато інших племен поділялися подібним чином.
Коли британці уклали мир з американцями за Паризьким договором у 1783 році, вони поступилися значною частиною індіанської території Сполученим Штатам. Індіанські племена, які билися у війні на боці англійців і брали учать у бойових діях проти американців, тому розглядалися як ворожі комбатанти й зазнали потужних гонінь та переслідувань з боку переможців.

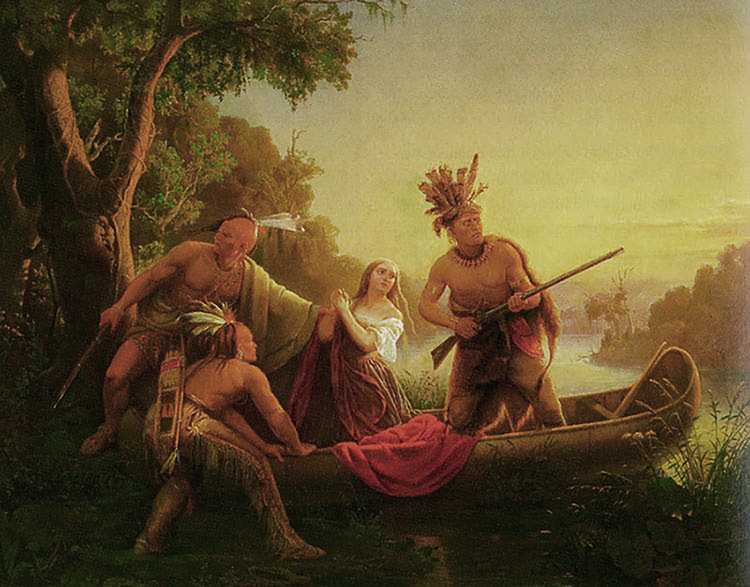
Викрадення індіанцями черокі доньки Даніеля Буна

#### Війна американців проти черокі
Прикордонні конфлікти були майже безперервними, починаючи з участі черокі в американській війні за незалежність, і тривали до кінця 1794 року. Так звані Чикамунга Черокі, пізніше названі «нижніми черокі», які походили з верхніх поселень, а пізніше з нижніх поселень, поселень долини та середніх поселень. Головним воєначальником груп черокі був вождь Той, що тягне каное. Спочатку він привів своє військо до району Чикамунга-Крік поблизу сучасного міста Чаттануги, штат Теннессі, потім до П'яти нижніх поселень, де до нього приєдналися групи Маскогі, білі торі, раби-втікачі та відступники Чикасо, а також понад сто воїнів шауні.
Основними об'єктами нападу були колонії в окрузі Вашингтон, розкидані уздовж річок Ватауга, Голстон і Нолічукі, а також у долині Картера у верхній частині східного Теннессі та поселення вздовж річки Камберленд. Рейди Того, що тягне каное, почалися з 1789 року на Форт-Нашборо, потім у Кентуккі, плюс проти поселень у штаті Франкліна, а пізніше у штатах Вірджинія, Північна Кароліна, Південна Кароліна та Джорджія. Масштаби нападів Чикамунга та їхніх союзників коливався від швидких набігів невеликих військових груп до великих походів 400—500 воїнів, а одного разу — понад тисячі. Верхні Маскогі під керівництвом найближчого союзника Того, що тягне каное Александра Макгілліврея часто приєднувався до їхніх походів, а також діяли окремо. Водночас поселення в Камберленді зазнавали нападу з боку чикасо, шауні з півночі та Делаверів. Кампанії Того, що тягне каное та його наступника Джона Уотса часто проводилися разом із кампаніями на Північно-західній території. Колоністи, як правило, відповідали контратаками, в ході яких поселення черокі були повністю зруйновані, хоча зазвичай без великих людських втрат з обох сторін. Війни тривали до підписання між американцями та черокі в листопаді 1794 року миру у Телліко блокхаузі.

#### Північно-західна індіанська війна
У 1787 році прийняття Північно-західної постанови офіційно дозволило та впорядкувало порядок заселення Північно-західних територій, і американські поселенці почали прибувати до регіону. Відповідно на цих землях спалахнули конфлікти, індіанські племена чинили опір, і на підтримку європейських переселенців адміністрація президента Джорджа Вашингтона відправила збройні експедиції. Втім, у конфлікті у Північно-західних землях, що згодом отримало назву Північно-західна індіанська війна міжплемінна конфедерація на чолі з Блю Джекетом (Шауні), Маленькою черепахою (Маямі), Буконгахеласом (Ленапе) та Егушавою (Оттава) завдала поразки американській армії на чолі з генералами Джошуа Гармаром та Артуром Сент-Клером. Поразка генерала Сент-Клера у нищівній битві в 1791 році на річці Вобаш стала найважчою втратою, яку коли-небудь завдавали індіанці за всю історію армії США.
Американці намагалися домовитися про врегулювання конфлікту та умови заселення переселенцями тамтешніх земель, але Блю Джекет та Конфедерація Вабаш, очолювана шауні, наполягали на встановленні кордонів між ними та поселенцями, яку американці визнали неприйнятною, і тому була відправлена нова експедиція під керівництвом генерала Ентоні Вейна. Наприкінці 1792 року той прийняв командування над новим Легіоном США. Методично та професійно ведучи кампанію у долинах річок Великого Маямі та Момі в західній частині штату Огайо, Ентоні Вейн врешті привів своїх людей до вирішальної перемоги 20 серпня 1794 року в битві біля Фоллен Тімберз в околицях південно-західного берега озера Ері (недалеко від сучасного Толідо, штат Огайо). Потім заснував форт Вейн на місці столиці Маямі Кекіонга, який став символом присутності США в центрі Індіанської країни. Індіанці сподівалися на допомогу Великої Британії; однак коли цього не сталося, переможені племена були змушені поступитися великою територією, включаючи значну частину сучасного Огайо, згідно з Грінвільським договором 1795 року. У тому ж році за договором Джея британці поступилися своїми аванпостами на берегах Великих озер на користь Сполученим Штатам.

#### Війни першої четверті XIX століття
За станом на 1800 рік корінне населення у континентальних Сполучених Штатах становило приблизно 600 000 осіб. До 1890 року воно скоротилося приблизно до 250 000 осіб. 1800 року Вільям Генрі Гаррісон за часи правління президента Томаса Джефферсона став губернатором Індіанської території і проводив агресивну політику щодо тамтешніх індіанських племен. Наслідком цього стала війна Текумсе, ще один загальноплемінний рух опору, відомого як Конфедерація Текумсе, під проводом Текумсе й Тенксватава, спроба індіанців протистояти просуванню європейських поселенців на захід.

Загибель лідера Конфедерації індіанців вождя Текумсе в битві на Темзі

Текумсе, діючи на Півдні, намагався отримати собі союзників серед Криків, Черокі та Чокто, коли Гаррісон виступив проти Конфедерації Текумсе, перемігши 7 листопада 1811 року Тенскватаву та його послідовників у битві при Тіппекану. Американці сподівалися, що перемога покладе край опору індіанських повстанців, але натомість Текумсе вирішив відкрито вступити в союз з англійцями, які незабаром почали війну з американцями, розв'язавши війну 1812 року.
1813 році розпочалася Крикська війна, спочатку як громадянська війна, однак незабаром армія США вступила в конфлікт, атакувавши групу криків на території сучасної південної Алабами в битві при Берн-Корн. Текумсе був убитий армією Гаррісона в битві на Темзі, припинивши опір на Старому Північному Заході. Перша семінольська війна 1818 року призвела до підписання угоди Адамса — Оніса, за яким Іспанська Флорида переходила з-під володіння Іспанією до Сполучених Штатів у 1819 році.

#### Друга семінольська війна
Американські поселенці почали розселюватися до Флориди, яка зараз була американською територією і мала одні з найбільш родючих земель у країні. Велику роль у рішучості поселенців «раз і назавжди позбавити Флориду від індіанців» на думку американських істориків стали жадібність, расизм та «самооборона» проти набігів індіанців. Напруження зростало через тенденції втечі чорних рабів-втікачів з південних штатів та пошук ними притулку у таборах семінолів; результатом цього стали сутички між білими поселенцями та індіанцями, які там мешкали. Ендрю Джексон намагався пом'якшити цю проблему, підписавши Закон про виселення індіанців, який передбачав їхнє переселення з Флориди — в разі потреби примусове. Але, семіноли що відносно недавно прибули до Флориди на чолі з такими могутніми лідерами, як Арипека (Сем Джонс), Міканопі та Оцеола, не мали наміру залишати свої нові землі. Отже між поселенцями та корінним населенням почалися сутички, що призвели врешті-решт до Другої семінольської війни, найдовшої та найдорожчої війни, яку коли-небудь вела американська армія проти індіанців.

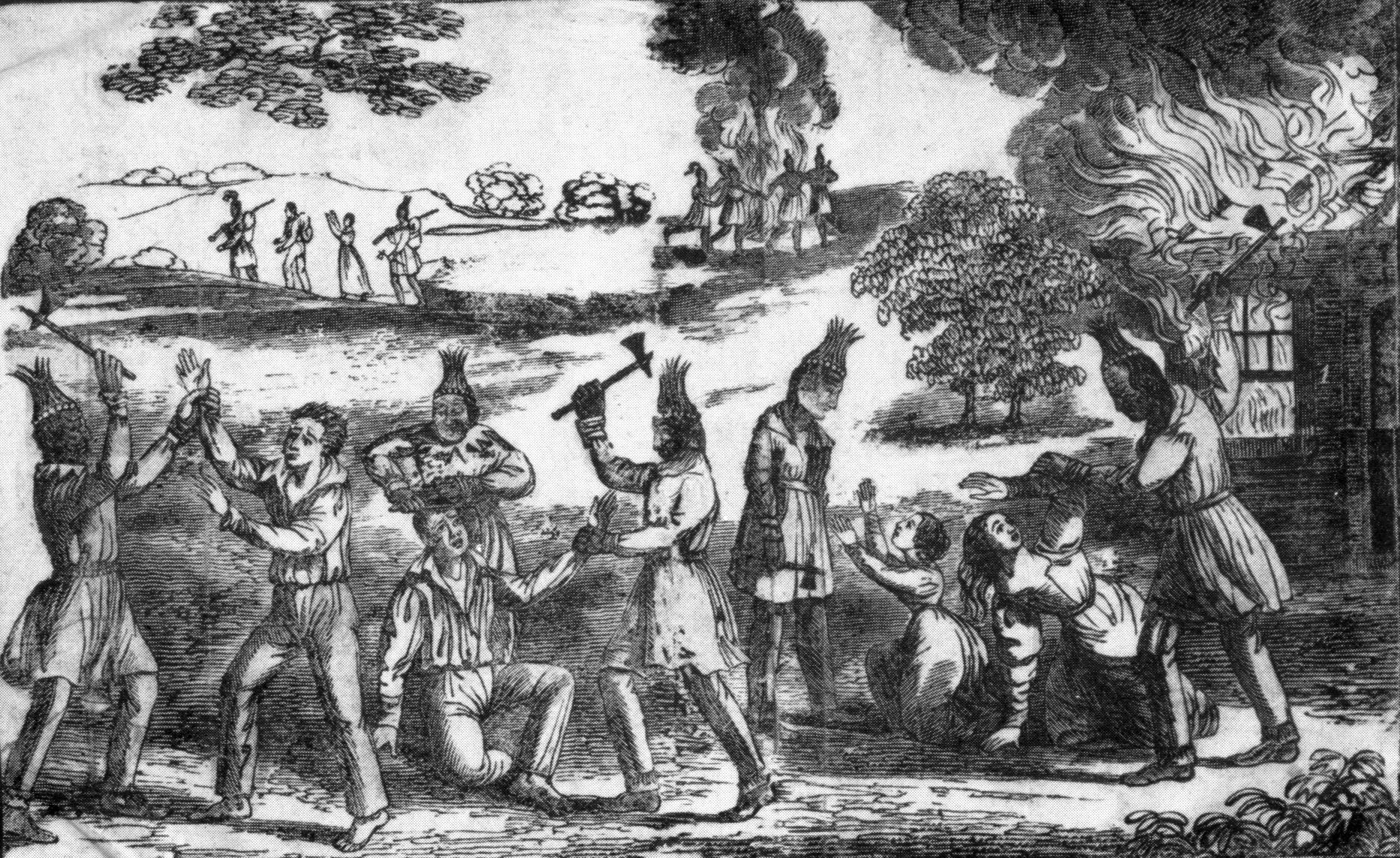
Семіноли убивають білих поселенців. Друга семінольська війна. Ілюстрація з книги 1836 року

У травні 1830 року американський Конгрес прийняв Закон про переселення індіанців, який передбачав примусове виселення індіанців до Оклахоми. У травні 1832 р. кілька вождів семінолів підписали Пейнську угоду, які пізніше відмовилися від договору, стверджуючи, що їх обманули або змусили підписати, і даючи зрозуміти, що вони не погоджуються переїхати в резервацію на захід. Постійний опір семінолів переселенню змусив Флориду готуватися до війни. Ополчення Сент-Огастін попросило Військове міністерство США позичити 500 мушкетів, і 500 волонтерів були мобілізовані під керівництвом бригадного генерала Річард Колла. Індіанські війська здійснювали набіги на ферми та поселення, а родини тікали у форти чи великі міста, або взагалі виходили за межі території.
На час початку активних бойових дій американська армія налічувала у Флориді 11 рот (близько 550 солдатів). 28 грудня 1835 року семіноли влаштували різанину загону американських військ майора Дейда, вбивши 108 людей зі 110, що прибули з каральною місією в землі індіанців. 29 грудня генерал Клінч покинув Форт-Дрейн із 750 солдатами, у тому числі 500 добровольцями. При переправі через річку Іллакучі, де солдати не змогли знайти брід, урядові війська Клінча були атаковані семінолами. Унаслідок зіткнення солдати відбили напад, зазнавши втрат, і продовжили рейд по індіанських землях.
25 грудня 1837 року в битві на озері Окічобі сталося чергове зіткнення між американськими військами та семінолами. У ній вперше взяв участь полковник Закарі Тейлор, майбутній президент країни.

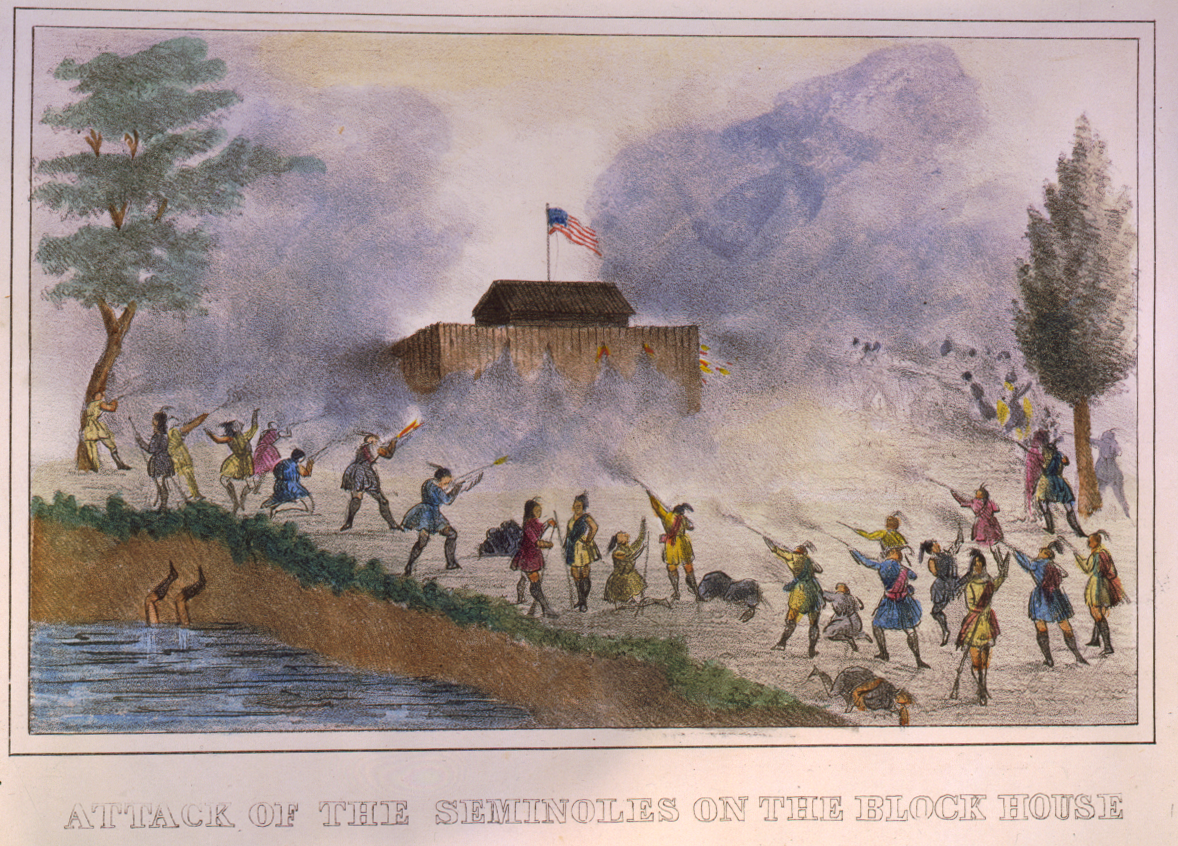
Атака семінолів на форт. Друга семінольська війна

До 1842 року воєнні дії припинилися, і більшість семінолів виїхали з Флориди до Оклахоми. Армія США офіційно зареєструвала втрату 1466 військових у Другій семінольській війні, переважно від хвороб. Кількість загиблих під час бойових дій достеменно не відома. Майже половина цих смертей сталася під час різанини Дейда, битви при озері Окічобі та різниці в Харні. До кінця 1843 року 3 824 індіанці були відправлені з Флориди на Індіанську територію.

### Війни західніше Міссісіпі

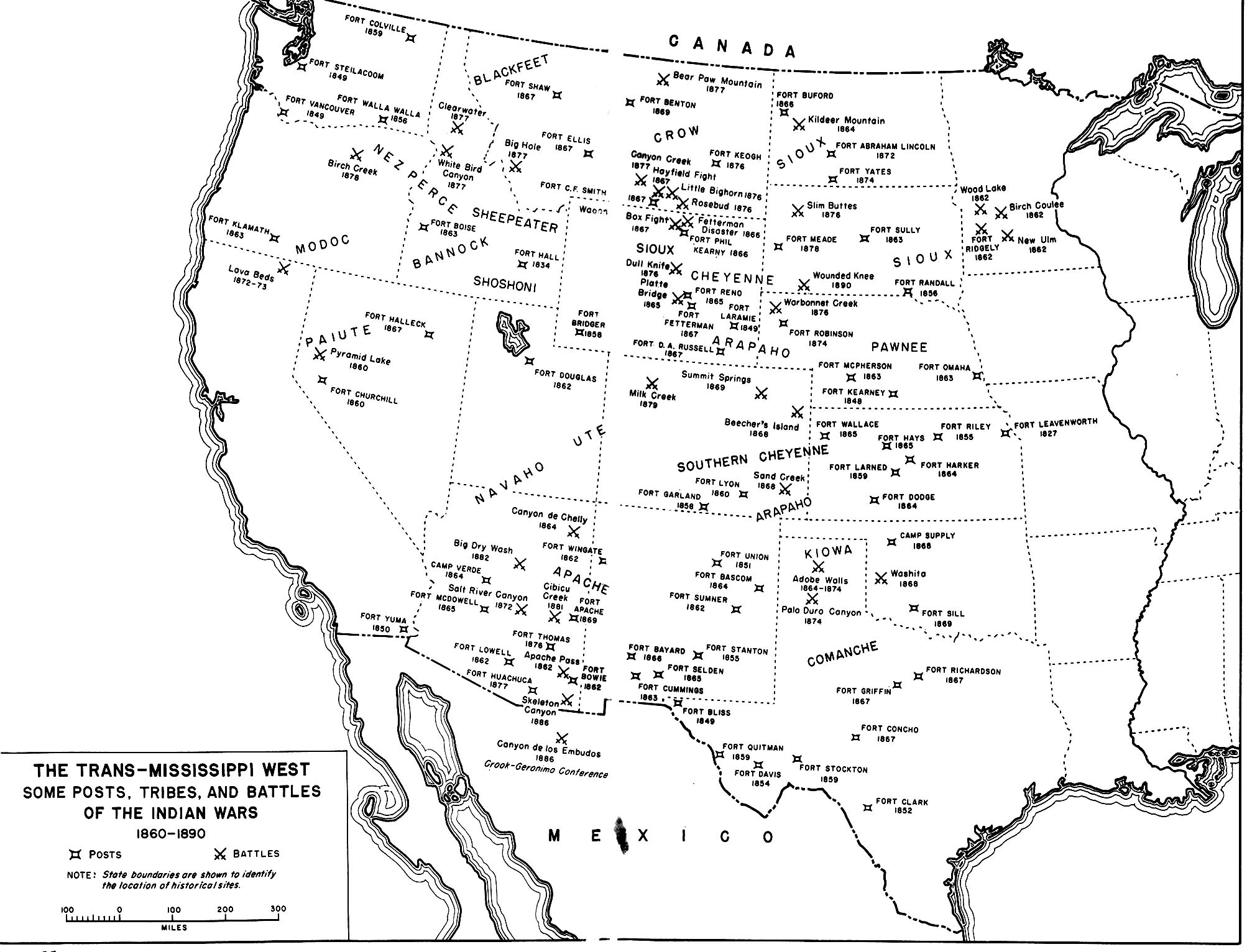
Індіанські війни на захід від Міссісіпі

Окрім запеклих війн, що точилися східніше головної річки Північної Америки, Міссісіпі, багато конфліктів між американськими індіанцями та поселенцями відбувалося під час і після громадянської війни західніше неї аж до зникнення фронтиру приблизно в 1890 р. В окремих регіонах Заходу, таких як Техас, Нью-Мексико, Юта, Орегон і Вашингтон та штат Каліфорнія, значні конфлікти точилися до 1860 року.
Різні статистичні дані не дають чітку картину, до яких жертв серед корінного населення та переселенців призвели ці війни. Грегорі Мічно опублікував свої дослідження, в яких дійшов висновку, що прямим наслідком воєнних дій стала загибель 21 586 американських військовослужбовців та цивільних, тоді як індіанські жертви становили близько 14 990 за період 1850–90. Однак Мічно каже, що «він майже у всіх випадках використовував армійські оцінки» і, що «армійські записи часто неповні».
За словами Мічно, у штатах, що межують з Мексикою, відбувалося більше конфліктів з індіанцями, ніж у внутрішніх штатах. Найвищий рейтинг зайняла Аризона: 310 відомих битв між американцями та індіанцями в межах штату. Крім того, Аризона посіла найвище місце серед штатів за показниками загиблих унаслідок воєн. Щонайменше 4340 людей були вбиті, включаючи переселенців та індіанців, що вдвічі більше, ніж у Техасі, другому за рейтингом штаті. Більшість смертей в Аризоні були спричинені апачами. Мічно також каже, що 51 відсоток битв відбувся в Аризоні, Техасі та Нью-Мексико між 1850 і 1890 роками, а також 37 % жертв на землях на захід від річки Міссісіпі.

#### Підстави протистояння
Американські поселенці та збирачі хутра поступово проникали все далі у західніші штати США та значно далі поза межі Сполучених Штатів і згодом заснували стежку Санта-Фе та Орегонський шлях. Відносини між американськими поселенцями та індіанцями були загалом мирними. Форт Бентс-Бент на стежці Санта-Фе мав дружні стосунки з шеєнами та арапахо, і згідно з договором у Форт-Ларамі, підписаним у 1851 році, мир встановили на Орегонському шляху. Між урядом США та індіанцями Великих рівнин та індіанцями у Скелястих горах на півночі країни. Договір дозволяв проходити поселенцям, будувати дороги та розміщувати війська вздовж Орегонського шляху.
Золота лихоманка Пайкс-Пік 1859 року спровокувала появу значної кількості поселень білого населення у передній частині Скелястих гір. Набувала жвавості торгівля, що перетинала центральні Великі рівнини. Подальше заселення після прийняття Хомстед актів та поява трансконтинентальних залізниць після Громадянської війни ще більше дестабілізували ситуацію, поставивши білих поселенців у пряму конкуренцію з тамтешніми аборигенами за землю та ресурси Великих рівнин та захід Скелястих гір. Інші чинники включали відкриття золота на Чорних пагорбах, що призвело до золотої лихоманки 1875—1878 рр., а також у Монтані під час золотої лихоманки у Монтані в 1862—1863 рр. та відкриття Бозменського шляху, що призвело до війни Червоної Хмари, а пізніше великої війни Сіу 1876–77 рр.
Шахтарі, фермери та поселенці все далі заходили на рівнині, і це призвело до посилення конфліктів з індіанським населенням Заходу. Багато племен в той чи інший час воювали з американськими поселенцями, від юти Великого басейну до племені не-персе з Айдахо. Але сіу Північних рівнин та апачі на південному заході вели найагресивнішу війну під проводом рішучих войовничих лідерів, таких як Червона Хмара та Шалений Кінь. Сіу були відносно новоприбулими на Рівнинах, оскільки раніше вони були малорухливими фермерами у регіоні Великих озер. Вони рушили на захід, витіснивши інші індіанські племена та перетворившись на воїнів, яких боялися усі сусідні племена. Апачі жили за рахунок постійних набігів на інші племена, і вони практикували війну, щоб помститися за смерть родича.
Під час Громадянської війни в США підрозділи армії були виведені із західних штатів та територій для ведення війни на сході. Їх замінили піхота добровольців та кіннота, найняті урядами штатів Каліфорнія та Орегон, уряди західних територій або місцеві ополченці. Ці підрозділи воювали з індіанцями та тримали під контролем комунікації, що з'єднували їхні території зі сходом, утримуючи захід на користь Союзу та протистояли спробам армії Конфедерації захопити територію Нью-Мексико. Після 1865 року політика американського уряду закликала всіх індіанців або асимілюватися в американському суспільстві як повноцінні громадяни, або жити мирно в резерваціях. Набіги та війни між племенами були заборонені, а озброєні індіанські загони, що виходили за межі резервацій, перехоплювалися армією та поверталися назад.

#### Війни в Техасі
У XVIII столітті іспанські поселенці в Техасі розпочали серію конфліктів з апачами, команчами, каранкавами та іншими племенами. У 1830-х роках велика кількість американських поселенців досягла Техасу, і до 1870-х років спалахнула низка збройних протистоянь, переважно між техасцями та команчами. У той же період команчі та їхні союзники здійснювали регулярні набіги на сотні миль углиб Мексики.
Першою помітною битвою у цих протистояннях стала різанина у Форт-Паркері в 1836 році, в якій величезна бойова група команчів, кайова, кеддо, уїчита та делаварів напала на техаський форпост у Форт-Паркер. Під час рейду було вбито невелику кількість поселенців, а викрадення Синтії Енн Паркер та ще двох дітей викликало широке обурення серед техасців.
У березні 1836 року, в ході війни за незалежність Республіка Техас проголосила незалежність від Мексики. Щойно створений уряд Техасу під керівництвом президента Сема Г'юстона проводив політику взаємодії з команчами та кайова. Г'юстон жив разом з черокі, але черокі об'єдналися з мексиканськими силами для придушення Техасу. Г'юстон вирішив конфлікт, не вдавшись до зброї, відмовившись вірити, що черокі повернуть зброю проти його уряду. Адміністрація Мірабо Б. Ламара, що прийшла на заміну Г'юстону, проводила зовсім іншу політику стосовно індіанців. Ламар вигнав черокі на захід, а потім спробував депортувати команчів і кайова. Це призвело до серії битв, включаючи бійку в Раді Сан-Антоніо, в якій техаське ополчення вбило 33 вождів команчі під час мирних переговорів. У відповідь команчі здійснили Великий набіг 1840 року, а через кілька днів відбулася битва при Плюм-Крику.
Політика адміністрації Ламара зазнала повного краху; вартість війни з індіанцями перевищувала річні доходи уряду протягом чотирьох років його перебування. На зміну йому прийшла друга адміністрація Г'юстона, яка відновила попередню практику дипломатичних домовленостей з тамтешніми індіанськими племенами. Техас підписав договори з усіма племенами, включаючи команчів. У 1840-х і 1850-х роках команчі та їх союзники перенесли більшість своєї рейдерської діяльності в Мексику, використовуючи Техас як надійний притулок від мексиканської помсти.
У 1846 році Техас приєднався до США, а федеральний уряд і Техас взялися за боротьбу між індіанцями рівнин та поселенцями. Конфлікти були особливо жорстокими і кривавими на кордоні Техасу в 1856—1858 роках, оскільки поселенці продовжували розширювати свої поселення на Команчерію. Перше вторгнення техасців у серце Команчерії відбулося в 1858 році, так звана експедицію на пагорби Антилопи, відзначену битвою при Літл-Роуб-Крик.
Битви між поселенцями та індіанцями тривали в 1860 році, і техаське ополчення знищило індіанський табір у битві біля Піз-Рівер. Після битви техасці дізналися, що вони повернули Синтію Енн Паркер, маленьку дівчинку, захоплену команчами, ще в 1836 році. Вона повернулася жити з сім'єю, але сумувала за своїми дітьми, включаючи сина Куану Паркер. Він був сином Паркер і вождя команчів Пети Нокона, а також став лідером загону команчі у Другій битві при Едоуб-Воллс. Врешті-решт він здався переважній силі федерального уряду і переїхав у резервацію на південному заході Оклахоми в 1875 році.

#### Тихоокеанський північний захід
Низка воєн сталася на Тихоокеанському північному заході після підписання Орегонського договору 1846 року та створення Орегонської та Вашингтонської територій. Серед причин конфлікту — раптова імміграція до регіону та низка золотих лихоманок по всьому Тихоокеанському північному заході. Різанина Вітмена 1847 року спровокувала війну з кайюсами, яка призвела до боїв від Каскадного хребта до Скелястих гір. Кайюси зазнали поразки у 1855 р., але конфлікт розширився і продовжився у так званій війні Якама (1855—1858). Губернатор Вашингтонського краю Айзек Стівенс намагався змусити індіанські племена підписати договори про передачу землі та заснувати резервації. Якама підписали один із договорів, укладених під час Ради Валла-Валла 1855 р., про заснування індіанської резервації Якама, але спроби Стівенса лише призвели до посилення бойових дій.

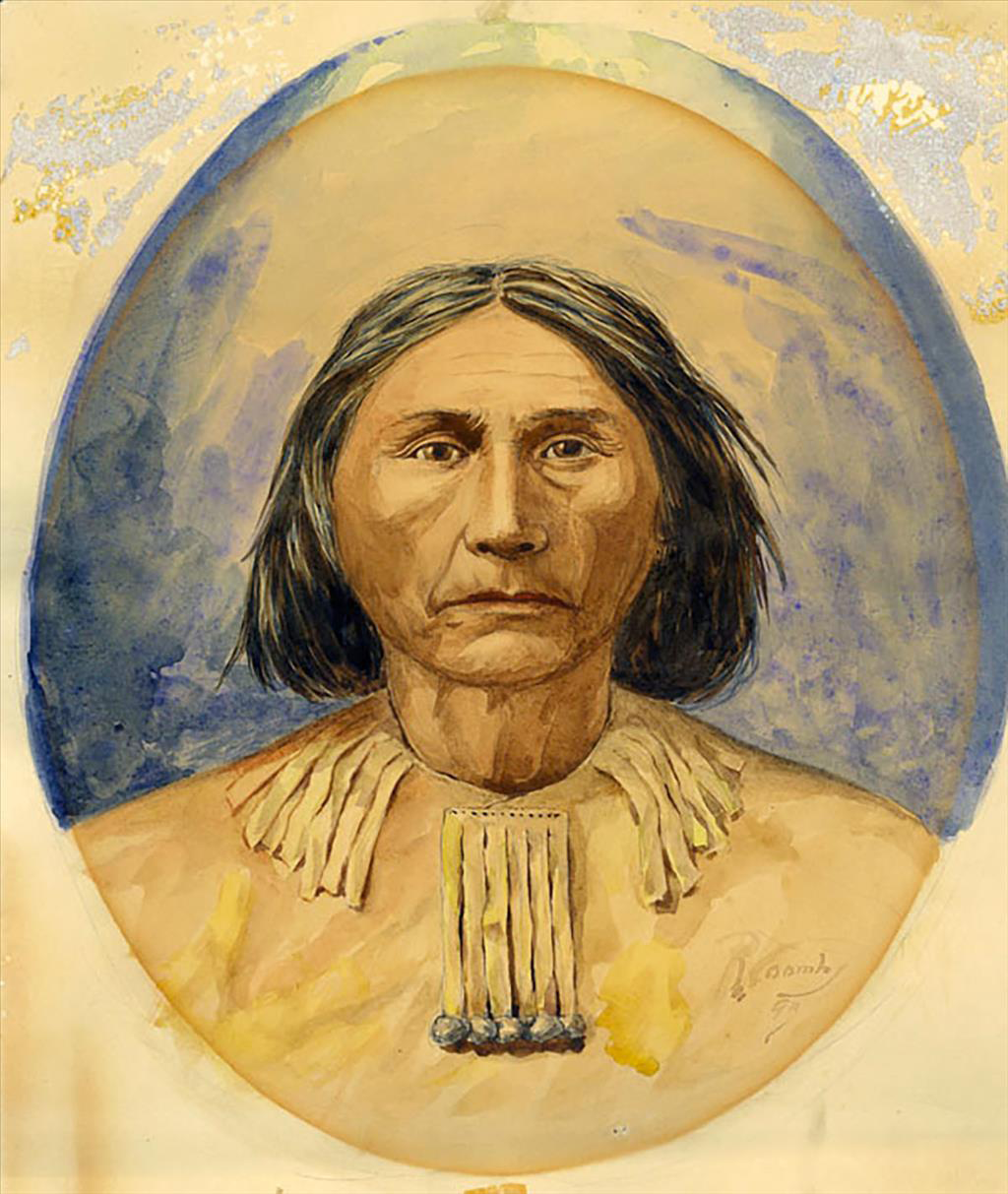
Нішай Лескі

Відкриття золота поблизу Форт-Колвілла призвело до того, що багато шахтарів перетинали землі Якама через перевал Начес, а конфлікти швидко переросли у насильство. Армії знадобилося кілька років, щоб перемогти Якаму, і за цей час війна вже поширилася на регіон П'юджет-Саунд на захід від Каскадів. Війна у П'юджет-Саунд 1855—1856 рр. почалася частково через війну у Якама, а частково — через залякування американських властей, що змушували племена підписувати договори про передачу землі. Договір Медицин-Крік, підписаний у грудні 1854 р., визначав нереально маленькі землі під резервації для дев'яти індіанських племен на бідній до того ж землі, зокрема для Ніскволі та Пуялуп. Насильство спалахнуло в долині Вайт-Рівер, уздовж маршруту до перевалу Начес і з'єднав землі Ніскволі та Якама. Війна у П'юджет-Саунд часто згадують у зв'язку з битвою при Сіетлі (1856 р.) та стратою головного героя війни Нішай Лескі.
У 1858 році бойові дії поширилися на східну сторону Каскадів. Цей другий етап війни Якама знаний як війна Кер д'Ален. Племена Якама, Палуси, Спокан і Кер д'Ален були розбиті в битві при Чотирьох озерах 1 вересня 1858 р.
На південному заході території Орегон напруга та сутички переросли між американськими поселенцями та народами річки Рог у війну у Рог-Рівері 1855—1856 років. Каліфорнійська золота лихоманка сприяла значному збільшенню кількості людей, які подорожували на південь долиною річки Рог. Відкриття золота продовжували викликати жорстокий конфлікт між землеробами та індіанцями. Починаючи з 1858 р., золота лихоманка у каньйоні Фрейзер у Британській Колумбії приваблювала велику кількість шахтарів, багато з яких прибували з Вашингтону, Орегону та Каліфорнії, що завершилося війною у каньйоні Фрейзер. Цей конфлікт переважно точився на території Канади, але збройні формування комплектувалися переважно американцями. Відкриття золота в Айдахо та Орегоні в 1860-х роках призвело до подібних конфліктів, які завершилися різаниною на річці Бер у 1863 році та Зміїною війною 1864—1868 років.
Наприкінці 1870-х років в Орегоні та Айдахо сталася чергова серія збройних конфліктів, які поширилися на схід у Вайомінг та Монтану. Війна не-персе 1877 р. відома, зокрема, вождем Джозефом та чотиримісячним бойовим відступом на 1200 миль, його племінної групи, у складі якої було близько 800 не-персе, включаючи жінок та дітей. Війна не-персе була викликана великим притоком поселенців, присвоєнням індіанських земель та золотою лихоманкою — цього разу в Айдахо. Не-персе вели бої проти 2000 американських солдатів різних військових частин, а також їхніх індіанських помічників.
Наступного року вибухнула Баннокська війна з аналогічних причин. Індіанська війна Шипітер 1879 року стала останнім конфліктом у цьому регіоні.

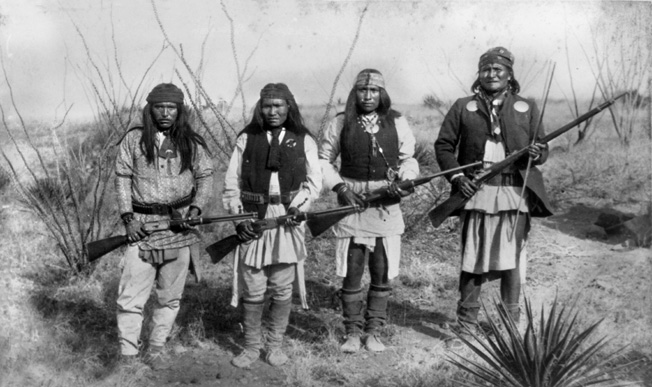
Апачи з вождем Джеронімо. 1886

#### Південний захід

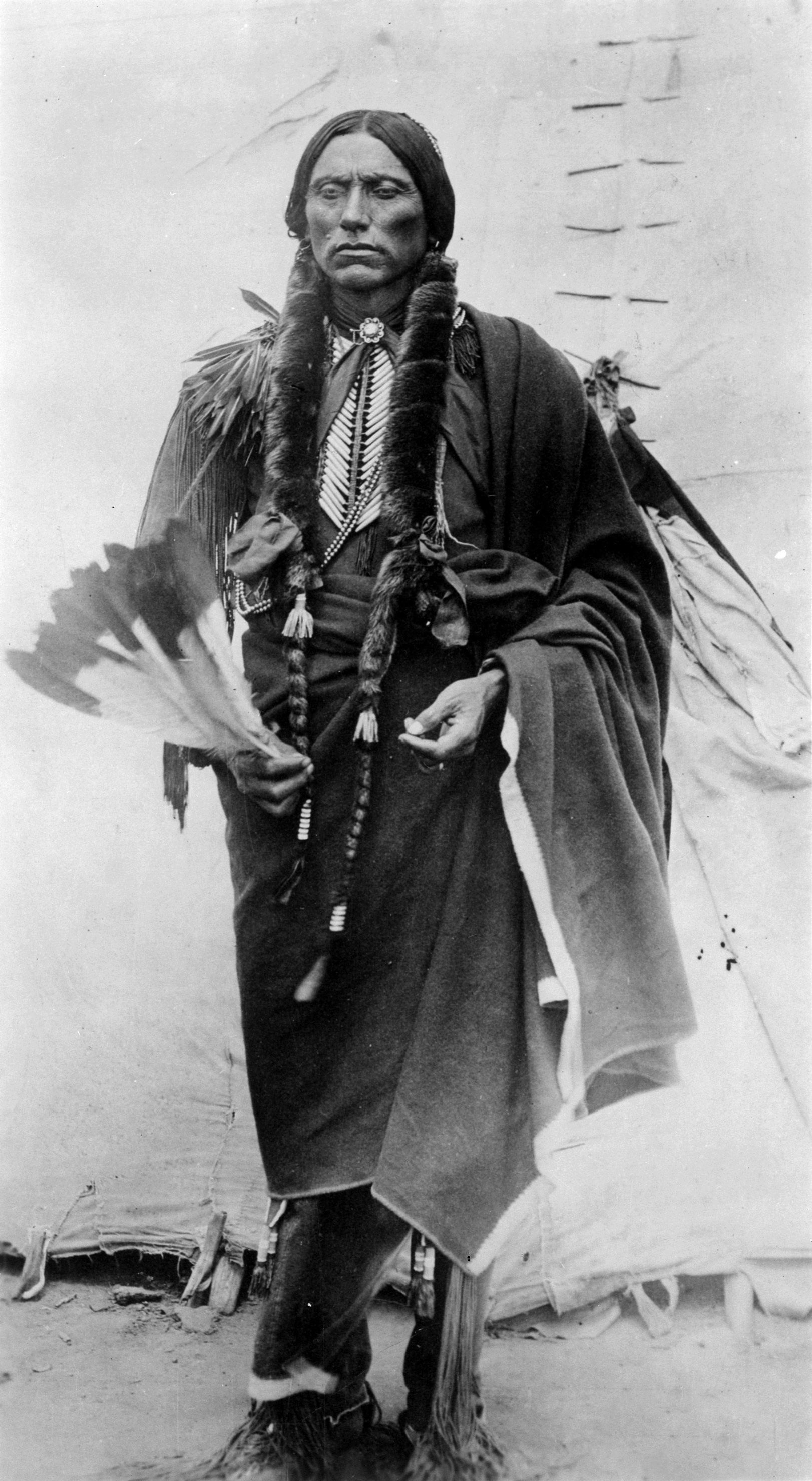
Куана Паркер — вождь команчі

На території Південного заходу Сполучених Штатів різні війни між іспанцями та корінними американцями, переважно команчами та апачами, відбувалися ще починаючи з XVII століття. У цей період іспанські губернатори уклали мирні договори з деякими племенами. Під час колоніального періоду виділяється кілька подій: з одного боку, адміністрація Томаса Велеса Качупіна, єдиного колоніального губернатора Нью-Мексико, якому вдалося встановити мир з команчами після того, як вони зійшлися з ними в битві при ставку Сан-Дієго, і навчилися жити поруч, не викликаючи непорозумінь, що могли призвести до конфлікту з корінним населення. У серпні 1680 року сталося Повстання пуебло, внаслідок чого іспанська провінція була поділена на дві області: одну очолив іспанський губернатор, а іншу — лідер Пуебло. У цей період між іспанцями та Пуебло сталося кілька військових конфліктів, поки Дієго де Варгас не уклав з ними мирний договір у 1691 р., що знову зробило їх підданими іспанського губернатора. Конфлікти між європейцями та індіанцями продовжувалися після придбання Верхньої Каліфорнії та Санта-Фе-де-Нуево Мексико в Мексиці за результатами американсько-мексиканської війни 1848 року та закупівлі Гедсдена в 1853 році.
Індіанські племена на південному заході циклами вели або торгівлю або боротьби між собою та з поселенцями протягом століть до того, як США заволоділи цим регіоном. Ці конфлікти зі Сполученими Штатами стосувалися кожного племені непуебло в регіоні і часто були продовженням мексикансько-іспанських конфліктів. Мабуть, найвідоміші — війни з навахо та війни з апачами. Остання велика військова кампанія проти індіанців на південному заході залучила 5 000 військовослужбовців і призвела до капітуляції апача Чирікхуа Джеронімо та його групи з 24 воїнів, жінок та дітей у 1886 р.

#### Каліфорнія
У середині 1850-х років армія США тримала невеликий гарнізон на захід від Скелястих гір, але Каліфорнійська золота лихоманка призвела до величезного припливу шахтарів та поселенців у цей район. В результаті більшість ранніх конфліктів з індіанцями Каліфорнії стала наслідком їхнього протистояння з шахтарями або поселенцями. Під час Громадянської війни в США каліфорнійські добровольці змінили федеральні війська і виграли війну за Болд-Гіллз та в долині Оуенс, і брали участь у незначних діях на півночі Каліфорнії. Добровольчі гарнізони Каліфорнії та Орегону в Неваді, Орегоні, Айдахо, Юті, Нью-Мексико та на Аризонських територіях також брали участь у конфліктах з індіанцями апачі, шеєни, гошути, навахо, паюти, шошони, сіу і юти з 1862 по 1866 рік. По завершенню Громадянської війни ситуація в Каліфорнії була переважно утихомирена, але федеральні війська згодом повернулися та замінили добровольців і знову взялися за боротьбу проти індіанців у віддалених регіонах пустелі Мохаве та на північному сході проти снейків (1864—1868) та Модоків (1872—1873).

#### Великий басейн
Племенами, що мешкали у Великому басейні, були переважно шошони. На розвиток ситуації в регіоні сильно вплинули Каліфорнійський і Орегонський шляхи та переселенці мормонів, що прямували до Юти. Спочатку шошони мали дружні стосунки з американськими та британськими торговцями хутрами та траперами. Однак, традиційний спосіб життя індіанців був порушений, і вони почали здійснювати набіги на мандрівників на стежках та атакувати поселення мормонів. Під час громадянської війни в США каліфорнійські добровольці, що дислокувалися на території Юта, відреагували на загострення обстановки, що врешті призвело до різанини на Беар-рівер.
Більшість місцевих груп тамтешніх індіанців була знищена в результаті воєнних дій, а постійне зростання населення призвело до втрати мисливських та рибальських угідь. Деякі перемістилися до індійської резервації Форт-Холл, коли він був створений у 1868 році. З 1864 року добровольці Каліфорнії та Орегону також брали участь у перших кампаніях Зміїної війни в районах Великого басейну Каліфорнії, Невади, Орегону та Айдахо.

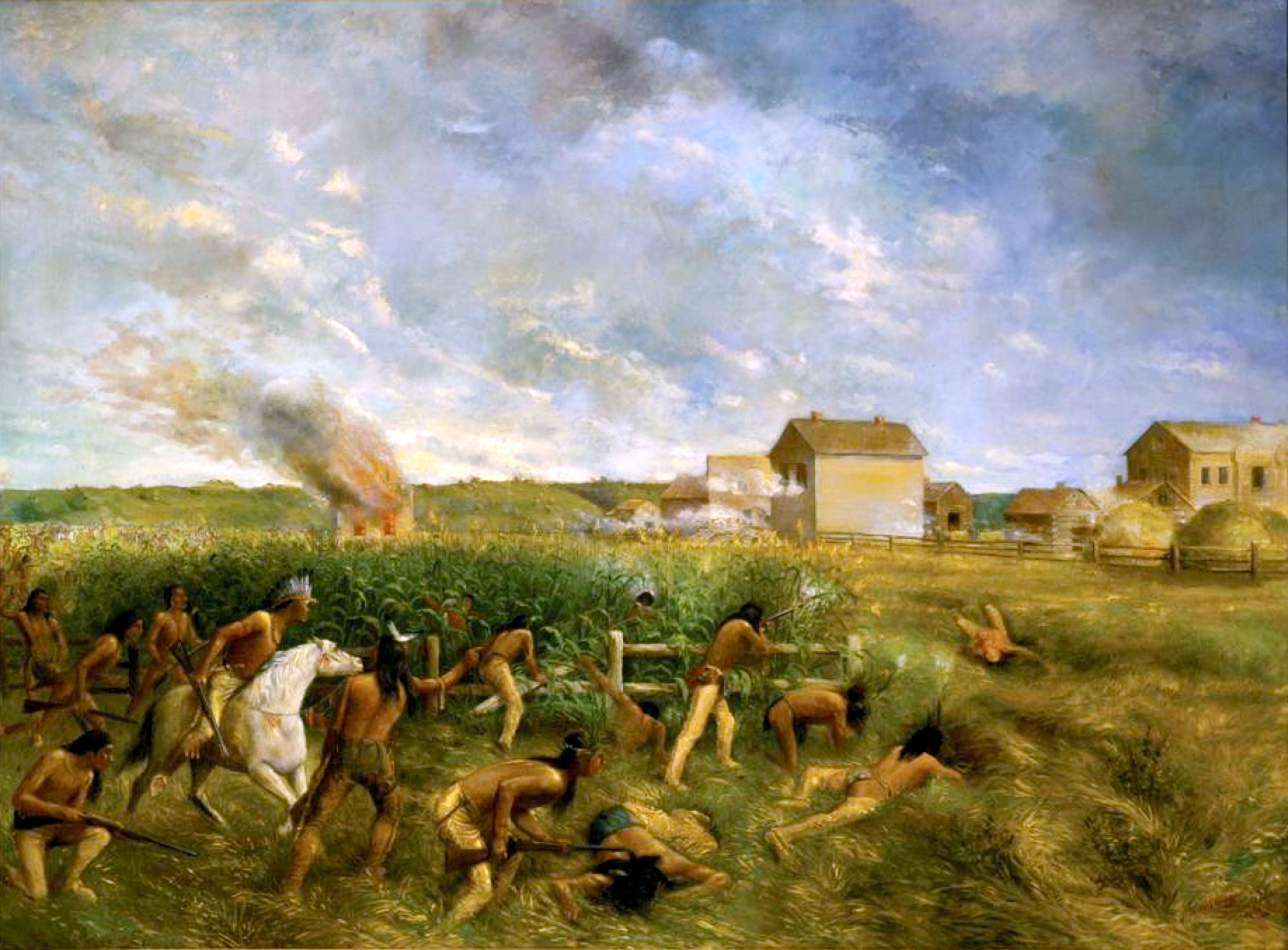
Війна Дакота — воїни племені Лакота атакують американських поселенців. 1862

#### Великі рівнини
Спочатку відносини між учасниками золотої лихоманки у Пайк-Пік і корінними американськими племенами Фронт-Рендж та долини Платт були дружніми. На початку 1860-х років напруга зросла і досягла кульмінації, перерісши у війну в Колорадо та до різанині на Сенд-Крік, де добровольці Колорадо атакували мирне село шеєнів, вбиваючи жінок та дітей, що послугувало поштовхом для загострення конфлікту.
Мирні стосунки між поселенцями та індіанцями рівнин Колорадо та Канзасу сумлінно підтримувалися племенами, але серед колорадських поселенців зростали настрої щодо виселення індіанців. Дикі напади на цивільне населення під час війни в Дакоті 1862 року. Сприяли цим настроям, а також кілька незначних інцидентів, які сталися в долині Платт і в районах на схід від Денвера. Регулярні армійські війська відбули на схід під час Громадянської війни і були замінені добровольцями Колорадо, грубими людьми, які часто виступали за знищення індіанців. Це переросло у Колорадську війну.
Набіги угруповань індіанців рівнин на відокремлені поселення на схід від Денвера, в Канзасі та станційні лінії уздовж Саут-Платти, наприклад, у Джулсбурзі та вздовж стежки Смокі-Гілл, призвело до того, що поселенці в Колорадо та Канзасі рішуче змінили своє ставлення до корінних американців, закликаючи до їхнього повного знищення.

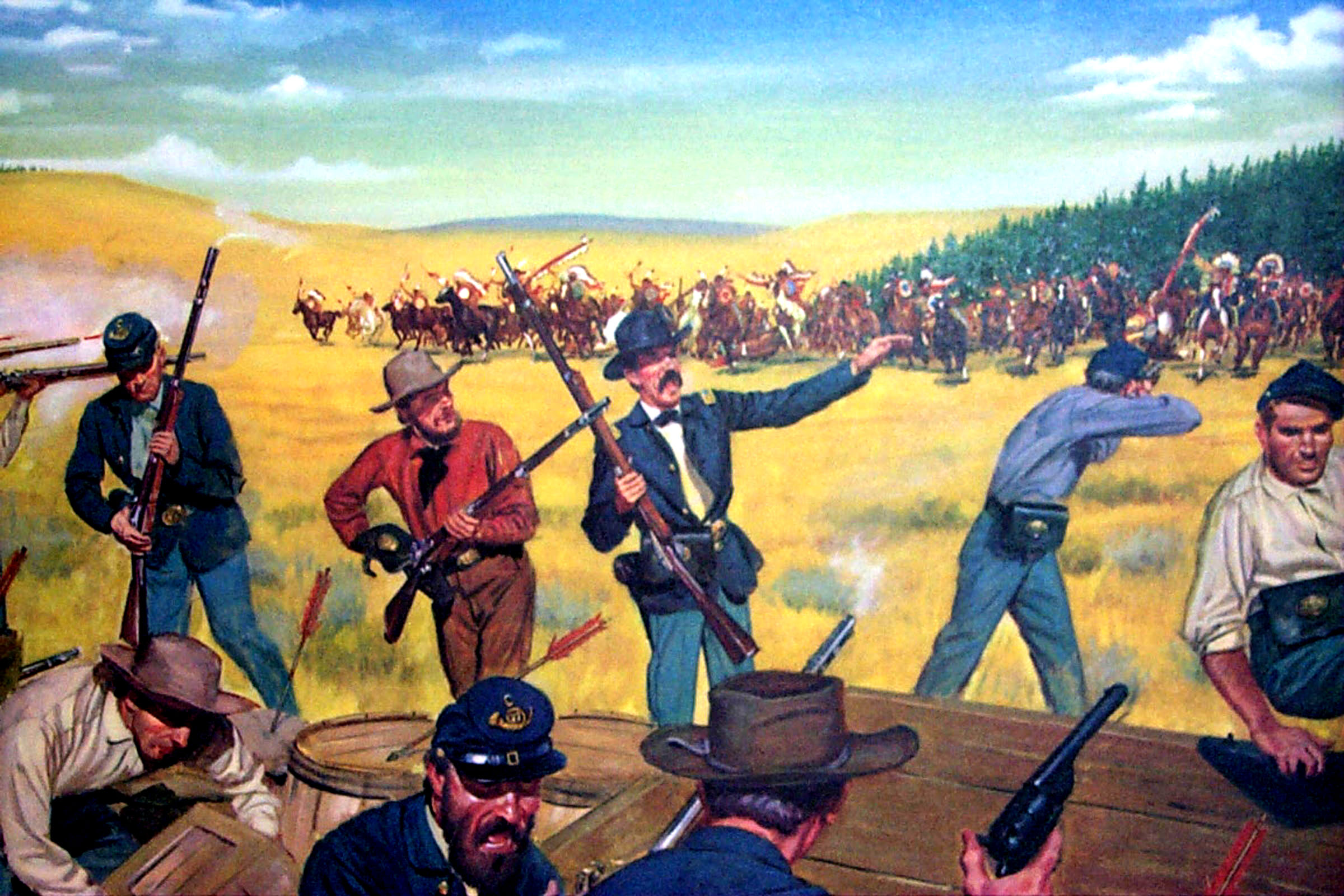
Бойові дії американської армії проти індіанців. Війна Червоної Хмари

#### Війна Дакота
Війна Дакота, або її також називають «повстанням сіу 1862 року», була першим великим збройним протистоянням між США та індіанським племенем сіу (дакота). Після шести тижнів боїв у Міннесоті, які очолював головним чином вождь Таоятедута (він же «Маленька Ворона»), записи остаточно показують, що в ході конфлікту загинуло понад 500 американських солдатів і поселенців, хоча набагато більше, можливо, загинуло під час невеликих набігів або внаслідок потрапляння до полону. Кількість загиблих сіу під час повстання здебільшого не підтверджена. Після війни 303 воїни-сіу були визнані винними у вбивствах і зґвалтуваннях військовими трибуналами США і засуджені до смертної кари. Більшість смертних вироків були пом'якшені президентом Лінкольном, але 26 грудня 1862 року в Манкейто, штат Міннесота, 38 чоловіків племені дакота-сіу були повішені, що стало найбільшою масовою карною стратою в історії США.
Після вигнання дакоти деякі біженці та воїни пробралися до земель лакоти на території нинішньої Північної Дакоти. Бої тривали між полками Міннесоти та об'єднаними силами лакоти та дакоти до 1864 року, коли полковник Генрі Сіблі переслідував сіу на території Дакоти. Армія Сіблі перемогла лакоту і дакоту у трьох великих битвах 1863 року: битві біля озера Дед-Баффало 26 липня 1863 року, битві при Стоуні-Лейк 28 липня 1863 року і битві біля Вайтстоун-Гілл 3 вересня 1863 року. Сіу відступили далі, але знову зіткнулися з американською армією в 1864 році; цього разу генерал Альфред Саллі очолив загони поблизу форту П'єр, Південна Дакота, і в битві біля Кіллдір-Маунтін 28 липня 1864 року здобув рішучу перемогу.

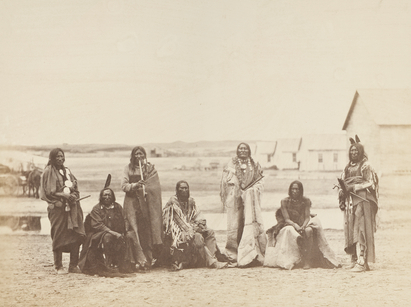
Вожді племені дакота при підписанні мирного договору у форті Ларамі. Війна Червоної Хмари

#### Війна Червоної Хмари
Після відкриття на початку 1860-х років нового шляху, який проходив через індіанські землі, до золотих копалин Монтани, ситуація на землях тамтешнього населення різко загострилася. Вождь оглала Червона Хмара не дав провести розвідку американським військовим і незабаром невеликі сутички між індіанцями і солдатами переросли у війну. У грудні 1866 року в районі форту Філ-Кірні індіанці лакота, шеєни і арапахо перебили загін Вільяма Феттермана — з 81 людини жодному не вдалося врятуватися. Різанина Феттермана потрясла США — вперше був повністю знищений такий великий загін солдатів.
Навесні і влітку 1867 року Червона Хмара вів кампанію з метою змусити американців піти з району річки Паудер. На каравани фургонів, що слідували по Бозменському шляху, здійснювалися постійні напади. Форти, розташовані в цьому районі, часто виявлялися в настільки тісній блокаді, що військові змушені були битися, щоб забезпечити себе питною водою і паливом.
Збройні зіткнення в районі річки Паудер призвели до того, що уряд США змушений був укласти мир з ворожими індіанцями на їхніх умовах. У березні 1868 року генерал Улісс Грант наказав вивести війська з фортів, розташованих на індіанських територіях в районі річки Паудер, а восени був укладений мирний договір, відповідно до якого район річки Паудер, зокрема Блек-Гіллс, залишався мисливськими угіддями лакота, шеєнів і арапахо, доки існують стада бізонів. На сході цих земель влада США утворила величезну резервацію, яка отримала назву Велика резервація сіу.

### Останні конфлікти
- 5 жовтня 1898: озеро Ліч, Міннесота: битва при Шугар-Пойнт[Прим. 1]
- 1907: Чотири кути, Аризона: два взводи 5-ї кавалерійського полку з форту Вінгейт стикаються з озброєними навахо; один навахо був убитий, а інші втекли
- Березень 1909: повстання Скаженого Змія, Оклахома: Федеральні чиновники нападають на мускокі крик та союзних вільновідпущеників, які чинили опір насильницькому розподілу федеральним урядом з 1901 року та передачі племінних земель; у дводенній стрілянині серйозно поранений лідер Чітто Харджо, повстання було придушене
- 1911: Каньйон Чако, Нью-Мексико: рота кавалерії вирушила з форту Вінгейт, щоб придушити імовірне повстання деяких навахо.
- 19 січня 1911: округ Вошо, штат Невада: сталася остання різанина; група шошонів і бенноків вбила чотирьох власників ранчо; 26 лютого 1911 року вісім індіанців, причетних до останньої різанини, були вбиті загоном у битві при Келлі-Крік; решта з чотирьох індіанців потрапили в полон
- Березень 1914 — 15 березня 1915: Блафська війна в Юті між індіанцями Юта та жителями-мормонами
- 9 січня 1918: округ Санта-Круз, Аризона: Битва в долині Ведмедя відбулася в Південній Аризоні; армійські сили 10-го кавалерійського полку вступили в бій і захопили групу після короткої перестрілки
- 20–23 березня 1923 року: війна Поузі в Юті між індіанцями ютами і пайутами проти жителів-мормонів
- Останній конфлікт у війні апачів завершився в 1924 році. Кінець Індіанських війн між корінним американським населенням та переселенцями й їхніми нащадками